# Daniel Collins
Daniel James „Danny” Collins (ur. 7 października 1970 w Sydney) – australijski kajakarz. Dwukrotny medalista olimpijski.
Brał udział w czterech igrzyskach (IO 92, IO 96, IO 00, IO 04), na dwóch zdobywał medale. W 1996 był trzeci, a w 2000 drugi w kajakowych dwójkach na dystansie 500 metrów. Podczas obu startów wspólnie z nim płynął Andrew Trim. W tej konkurencji zdobyli złoto mistrzostw świata w 1997 i brąz w 1999. Collins był również trzeci w kajakowej jedynce w 1993 oraz drugi w 1994